# Cathartiformes
A ordem Cathartiformes de aves de rapina inclui os abutres do Novo Mundo e os já extintos Teratornithidae. Esses raptores são classificados pela maioria das autoridades taxonómicas na ordem Accipitriformes (que inclui as águias e os falcões). No passado, eles eram considerados um grupo irmão das cegonhas da ordem Ciconiiformes com base na hibridação e morfologia DNA-DNA.